# Maebaru

Maebaru (前原市 Maebaru-shi?) a fost un municipiu din Japonia, prefectura Fukuoka. La 1 ianuarie 2010, în rezultatul comasării municipiului Maebaru cu orașele Nijō și Shima, a fost creat municipiul Itoshima.